# Tezaurizare

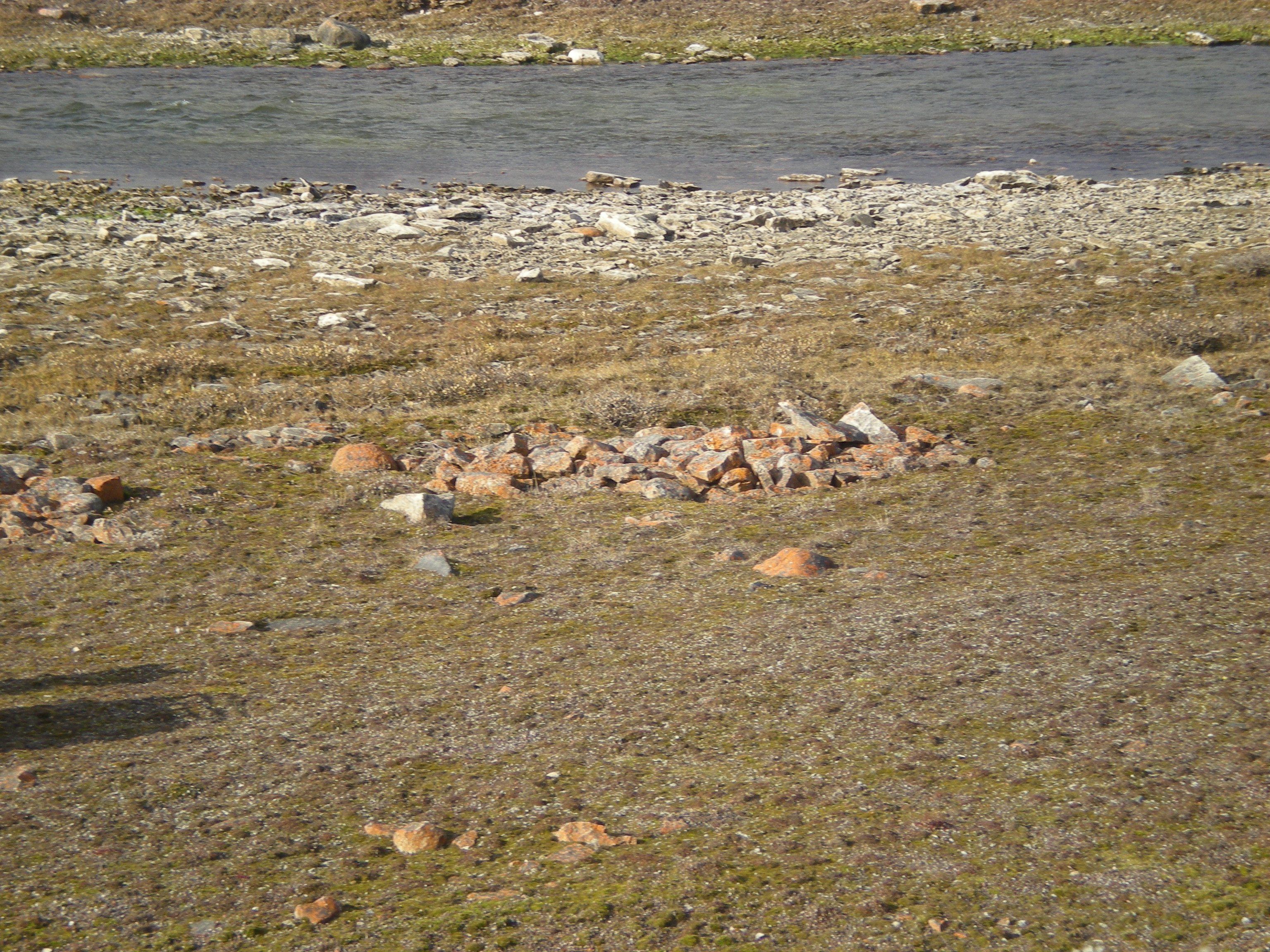
Un depozit alimentar al culturii Thule lângă Cambridge Bay, Nunavut, Canada

Tezaurizarea este un comportament în care oamenii ori animalele acumulează alimente sau alte obiecte.

## Comportamentul la animale
Tezaurizarea și ascunderea hranei sunt comune la multe specii de păsări, precum și la rozătoare. Cele mai multe depozite ale animalelor sunt de hrană. Cu toate acestea, unele păsări vor colecta și alte obiecte cu lăcomie, mai ales dacă păsările sunt animale de companie. Coțofenele sunt faimoase pentru că tezaurizează articole precum bani și bijuterii (spre deosebire de credința populară, cercetările sugerează că coțofenele nu sunt mai atrase de lucrurile strălucitoare decât alte tipuri de obiecte). O teorie sugerează că tezaurizarea umană poate fi legată de comportamentul de tezaurizare a animalelor, dar lipsesc dovezi substanțiale.

## Tezaurizarea la oameni

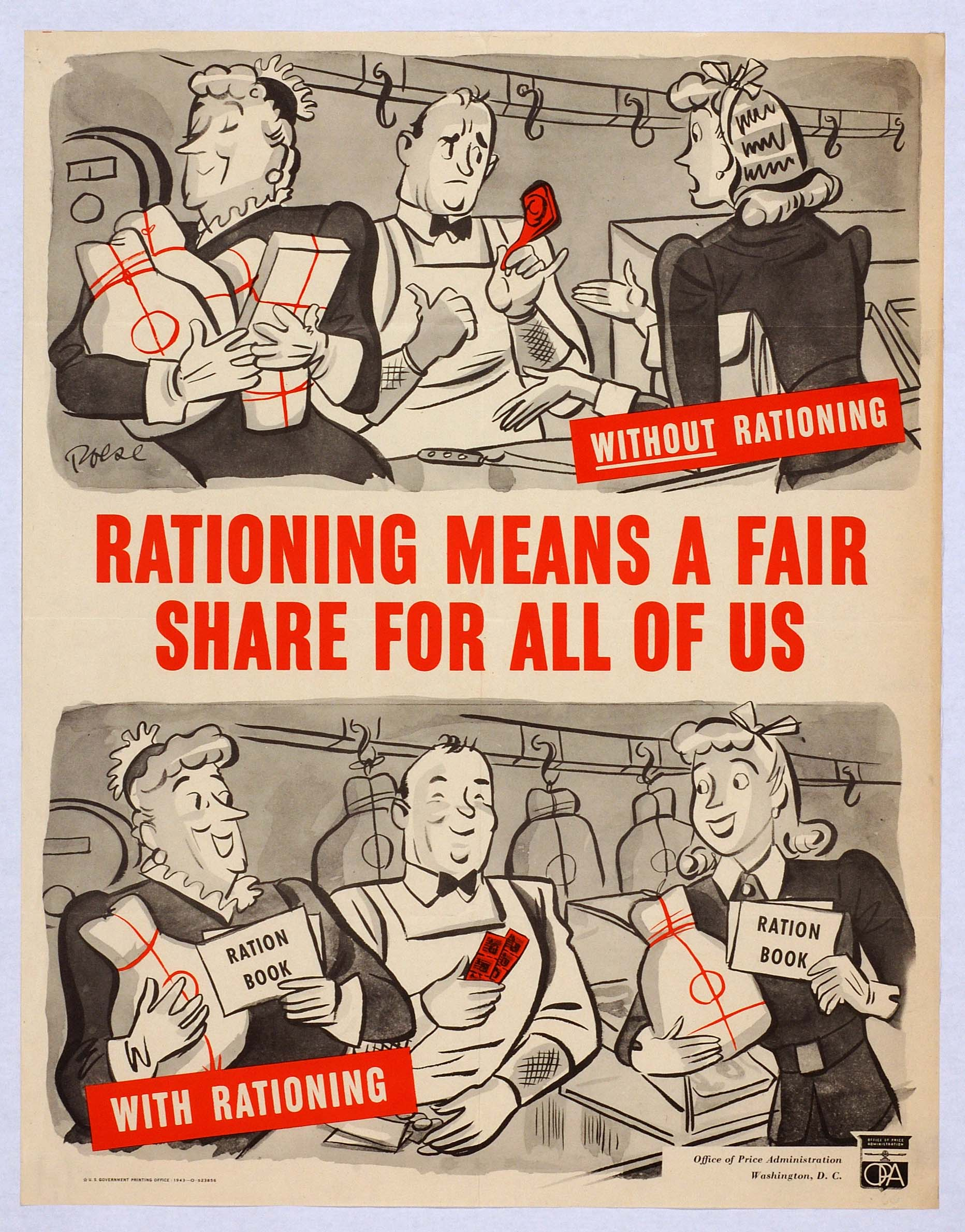
Un afiș anti-tezaurizare, de raționalizare din Statele Unite în Al Doilea Război Mondial

Instabilitatea socială sau amenințarea de dezastru natural poate determina oamenii să acumuleze provizii de alimente, apă, combustibil și alte elemente esențiale pe care cred că în curând vor fi pe cale de a se epuiza. Survivaliștii, cunoscuți și sub numele de ”preventivi”, adună adesea provizii mari din aceste articole în așteptarea unui eveniment de dezastru pe scară largă. 
Alte articole tezaurizate în mod uzual includ monede considerate a avea o valoare intrinsecă, cum ar fi cele din argint sau aur, obiecte de colecție, bijuterii, metale prețioase  și alte produse de lux.

### Anxietatea și tezaurizarea

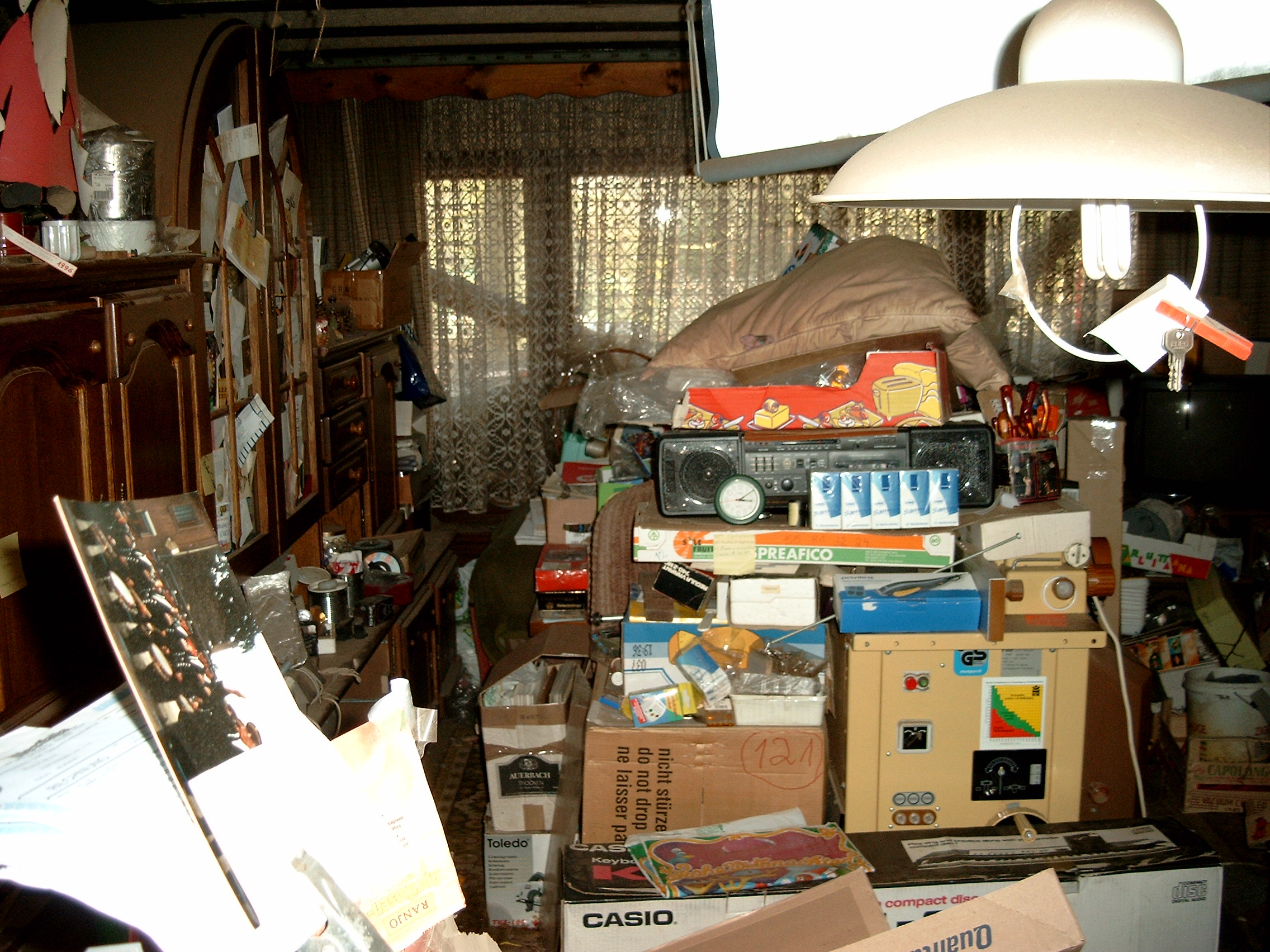
Apartamentul unui tezaurizator compulsiv

Persoanele care îndeplinesc criteriile de diagnostic pentru tulburarea de tezaurizare experimentează sentimente de anxietate sau disconfort în legătură cu aruncarea bunurilor de care nu au nevoie. Acest disconfort apare dintr-un atașament emoțional față de posesiuni și o credință puternică că posesiunile lor vor fi necesare în viitor. Posesiunile vor căpăta o valoare sentimentală care depășește valoarea lor funcțională. Acest lucru nu este diferit de cineva fără tulburare de acumulare; distincția constă în intensitatea valorii sentimentale și în numărul de obiecte care capătă o valoare sentimentală. Când aruncă obiecte, tezaurizatorii pot simți că aruncă o parte din ei înșiși.
În cazuri severe, o casă poate deveni un pericol de incendiu (din cauza ieșirilor blocate și a hârtiilor stivuite) sau un pericol pentru sănătate (datorită infestării cu paraziți, excremente și resturi rezultate din prezența excesivă a animalelor de companie, acumulării de alimente și gunoi sau din cauza riscului de prăbușire a stivei de obiecte peste locuitori și blocarea căilor de evacuare). Tezaurizarea afectează mai mult decât persoana care are un atașament puternic față de bunuri, deoarece alte persoane care locuiesc în casă și vecinii pot fi afectate de dezordine. Persoanele cu tulburare de tezaurizare au o calitate a vieții la fel de slabă ca și cei diagnosticați cu schizofrenie. Tulburarea crește tensiunea în familie, afectează capacitatea de muncă și riscul de afecțiuni medicale grave.
Conform Manualului de diagnostic și statistică al tulburărilor mintale, ediția a cincea, simptomele tulburării de tezaurizare includ:
A. Dificultate persistentă în a renunța sau a se despărți de posesiuni, indiferent de valoarea lor reală.
B. Această dificultate se datorează unei percepții a nevoii de a salva aceste obiecte și a suferinței asociate cu renunțarea la ele.
C. Dificultatea de a renunța la posesiuni duce la acumularea de obiecte care congestionează și aglomerează zonele de trai active, compromițând în mod semnificativ utilizarea lor prevăzută. Dacă zonele de trai sunt neatulburate, acest lucru se datorează intervențiilor terțelor părți (de exemplu, membrii familiei, curățători, autorități).
D. Tulburarea de acumulare cauzează un disconfort sau o afectare semnificativă clinic în domeniile sociale, ocupationale sau în alte domenii importante de funcționare (inclusiv menținerea unui mediu sigur pentru sine și pentru alții).
E. Tezaurizarea nu este atribuită unei alte afecțiuni medicale (de exemplu, leziuni cerebrale, boală cerebrovasculară, sindrom Prader-Willi).
F. Tezaurizarea nu este mai bine explicată prin simptomele altor tulburări psihice (de exemplu, obsesii în tulburarea obsesiv-compulsivă, scăderea energiei în tulburarea depresivă majoră, iluziile în schizofrenie sau altă tulburare psihotică, deficite cognitive în tulburarea neurocognitivă majoră, interese restrânse în tulburare din spectrul autismului).

### Tratament
Nu există medicamente aprobate în prezent de Food and Drug Administration pentru tratarea simptomelor de tezaurizare. Unele medicamente, cum ar fi inhibitorii selectivi ai recaptării serotoninei (ISRS) și inhibitorii recaptării serotoninei/norepinefrinei (SNRI), pot fi utilizate în afara etichetei persoanelor diagnosticate cu tulburare de acumulare.
Tratamentul principal pentru tulburarea de tezaurizare este psihoterapia individuală. În special, terapia cognitiv-comportamentală este considerată standardul de aur pentru tratarea tulburării.